# Tomislav Maretić
Tomislav Maretić (Virovitica, 13. prosinca 1854. – Zagreb, 15. siječnja 1938.), hrvatski jezikoslovac i leksikograf, član plemićke obitelji Maretić.

## Životopis
Pučku školu polazio je u Virovitici a gimnaziju u Varaždinu i Požegi te je maturirao na Klasičnoj gimnaziji u Zagrebu 1875. godine. Na sveučilištu u Zagrebu kao trogodišnji studij (trijenij) diplomirao je slavistiku i klasičnu filologiju. Godine 1878. položio je ispit za učitelja srednjih škola iz grčkog i latinskog kao glavne i hrvatskoga kao pomoćne struke. Od 1877. suplent, a od 1880. namjesni učitelj u zagrebačkoj Klasičnoj gimnaziji. Doktorirao je 1883. položivši doktorski ispit iz slavistike i filozofije te obranivši disertaciju „O nekim pojavama kvantitete i akcenta u jeziku hrvatskom ili srpskom”. Bio je na studijskom usavršavanju u Leipzigu i Pragu.
Za izvanrednoga profesora zagrebačke slavistike imenovan je 1886. (redoviti profesor i pravi član JAZU postaje 1890.). Godine 1892. na listi unionističke mađaronske stranke izabran je za zastupnika gospićkog, a 1900. slunjskoga kotara. Od 1915. do 1918. bio je predsjednik JAZU.
Kao gimnazijalac objavljivao je književne uratke (potpisujući se kao Tomislav). U 1880-im godinama svoju je pozornost posvetio hrvatskim pravopisnim i slovopisnim pitanjima, o čemu je objavio nekoliko radova (studija „Istorija hrvatskoga pravopisa latinskijem slovima”) kojima je pripremao teren za uvođenje fonološki koncipiranog pravopisa. Ta, među slavenskim jezicima jedinstvena studija, obrađuje jezik 95 hrvatskih pisaca: štokavaca, kajkavaca i čakavaca od 1495. do 1835. iz svih hrvatskih krajeva, od Zagorja i Međimurja do Bačke, Istre, Dubrovnika, Bosne i Boke. Godine 1899. objavio je dvije gramatike: akademsku (Gramatika i stilistika hrvatskoga ili srpskoga književnog jezika) i gimnazijsku (Gramatika hrvatskoga jezika za niže razrede srednjih škola) uz potporu bana Khuen-Héderváryja. Tim je gramatikama gramatičku (morfosintaktičku) normu hrvatskoga jezika posve preusmjerio prema stanju u novoštokavskim govorima koristeći se pritom djelima koja nisu odražavala tadašnje hrvatsko jezično stanje.
Te su gramatike, istodobno, konačan obračun s jezičnom koncepcijom hrvatskoga standardnoga jezika zagrebačke filološke škole. Uz Ivana Broza Maretić je bio među prvim štokavskim puristima; izjavio je da bi riječi preuzete iz kajkavskoga narječja „književnome jedinstvu Hrvata i Srba vrlo smetale”, a također se protivio i neologizmima.
Godine 1907. preuzeo je uređivanje Akademijina Rječnika i do svoje smrti (od riječi maslo do riječi pršutina) obradio je otprilike 5500 stranica, zbog čega je jedan od najplodnijih hrvatskih leksikografa. Proučavao je jezik slavonskih i dalmatinskih pisaca te narodnu epiku. Prevodio je s poljskog, latinskog i grčkog jezika i neki od najpoznatijih hrvatskih prijevoda klasika svjetske književnosti (A. Mickiewicza, Ovidija, Vergilija, Homera) njegovo su djelo. Za prevođenje klasika oblikovao je akcenatski heksametar koji je Petar Skok nazvao „životnim djelom Maretićevim”.[nedostaje izvor] Po svojim nazorima Maretić je vukovac, zagovornik kulta Vuka Karadžića u Hrvata, hrvatskoga i srpskog jezičnog jedinstva i fonološkoga pravopisa, idealizator „čistoga narodnog jezika” i isključivo (novo)štokavske osnovice hrvatskoga standardnoga jezika.

## Kritika
Maretić je napisao Gramatiku hrvatskog ili srpskog jezika i podnio molbu da mu se gramatika primi kao knjiga za srednje škole. Odgovorio mu je predstojnik g. Armin Pavić, da će mu se knjiga samo tako primiti za srednje škole, ako iz naslova izostavi ono ili srpskog jezika. Pošto je Maretić takav uvjet prihvatio, Srbobran je zbog toga osuđivao Maretića ovim riječima: Dr. Maretić umjesto da je kao ozbiljan naučenjak odbio neumjesni šovinistički zahtjev, zapliva i sam šovinističkom strujom i protiv svoga naučnog uvjerenja izdade knjigu kao Gramatiku hrvatskog jezika.

## Glavna djela
- Lekcionarij Bernarda Spljećanina, izdao T. Maretić, JAZU, 208 str., Zagreb, 1885
- Nov prilog za istoriju akcentuacije hrvatske ili srpske, JAZU, 225 str., Zagreb, 1885.
- O narodnim imenima i prezimenima u Hrvata i Srba, JAZU, 150 str., Zagreb, 1886.
- Veznici u slovenskijem jezicima, JAZU, 299 str., Zagreb, 1887.
- Slaveni u davnini, Matica hrvatska, 256 str., Zagreb, 1889.
- Kosovski junaci i događaji u narodnoj epici, JAZU, 115 str., Zagreb, 1889.
- Istorija hrvatskoga pravopisa latinskijem slovima, JAZU, 406 str., Zagreb, 1889.
- Slavenski nominalni akcenat s obzirom na litavski, grčki i staroindijski, JAZU, 64 str., Zagreb,1890.
- Život i književni rad Franje Miklošića, JAZU, 113 str., Zagreb, 1892.
- Gramatika hrvatskoga jezika za niže razrede srednjih škola, Izdanje Kugli, 270 str., Zagreb, 1899.
- Gramatika i stilistika hrvatskoga ili srpskoga književnog jezika, Kugli, 700 str., Zagreb, 1899.
- I. S. Turgenjev u hrvatskim i srpskim prijevodima, JAZU, 113 str., Zagreb, 1904.
- Rječnik hrvatskoga ili srpskoga jezika: priredio u više navrata ukupno preko 5.300 stranica
- Metrika narodnih naših pjesama, JAZU, 200 str., Zagreb, 1907.
- Naša narodna epika, JAZU, 263 str., Zagreb, 1909.
- Jezik slavonskijeh pisaca, JAZU, 88 str., 1910.
- Jezik dalmatinskijeh pisaca XVIII. vijeka, JAZU, 92 str., Zagreb, 1916.
- Hrvatski ili srpski «jezični savjetnik», Jugoslavenska njiva, 509 str., Zagreb, 1923.
- Metrika muslimanske narodne epike, JAZU, 138 str., Zagreb, 1936.

## Nagrade
- 1880.: Nagrada iz zaklade Ivana N. grofa Draškovića, za prijevod knjige Homer: Odysseja. Preveo, uvod napisao i tumač dodao Tomo Maretić.
- 1881.: Nagrada iz zaklade Ivana N. grofa Draškovića, za prijevod knjige Homer: Iliada. Preveo i tumač dodao Tomo Maretić.
- 1893.: Nagrada iz zaklade Ivana N. grofa Draškovića, za prijevod knjige Publije Vergilije Maron: Eneida.[8]

## Vanjske poveznice
Mrežna mjesta
- Tomo Maretić: Slaveni u davnini
- Tomo Maretić: Istorija hrvatskoga pravopisa latinskijem slovima
- Tomo Maretić: Gramatika i stilistika hrvatskoga ili srpskoga književnog jezika
- Lekcionarij Bernardina Spljećanina, izd. Tomislav Maretić